# Инону
Инону (тур. İnönü) је округ у Ескишехиру. Налази се на прузи Истанбул-Ескишехир и аутопуту Бозуик-Кутахја. Фабрика камиона Форд Отосан налази се у овом округу.

## Историја
Према закључку који се доноси испитивањем капитела стубова прикупљених из рушевина у области, која се данас зове Есерону, на северу града, оснивачи града су Фригијци.
Након што су се Римљани населили у Анадолији, она се придружила Византијском царству 395. године нове ере. Византијска структура, која се још увек зове замак Инону, схвата се из јазбина и историјских артефаката из села Кандили. Подразумева се да је град у византијском периоду повучен на садашњу локацију, односно испред стена. Подразумева се да је име града било Базилика током византијског периода.
Током османског периода, прво је био повезан са анатолском провинцијом, а затим са провинцијом Худавендигар; Инону, село повезано са округом Согут у санџаку Ертугрул, чији је центар Билечик, био је први и други рат у рату за независност. То је место где су се одиграле битке за Инону. Село Инону, које су 1920. године окупирали Грци и преживело окупацију 4. септембра 1922. године, постало је село у округу Согут у Билечику, који је 1923. године постао провинција. Инону, који је био подокружни центар округа Бозуик, који је одвојен од Согута 1926. године, повезан је са централним округом Ескишехир 1963. године. Инону је постао округ 1987.

## Друштвена и културна структура
Овде се налазе Центар за обуку Инону Генералне дирекције Турске ваздухопловне асоцијације Туркушу и Центар за обуку Турске ваздухопловне асоцијације Инону. Поред тога, у границама округа Инону налазе се познати индустријски објекти као што су Форд Отосан, Иуртбаи Серамик, Серанит Серамик и други.